# کیو ال (ترکیب شیمیایی)
کیو ال (ترکیب شیمیایی) (به انگلیسی: QL (chemical)) با فرمول شیمیایی C11H26NO2P یک ترکیب شیمیایی است. که جرم مولی آن ۲۳۵٫۳۰۳ گرم بر مول است.